# Cyril Frank Colebrook
Cyril Frank Colebrook (* 26. Juli 1910 in Swansea, Wales; † 12. Januar 1997 in Worthing, England) war ein britischer Physiker. Er lieferte bedeutende Beiträge zum grundlegenden Verständnis der Strömungsmechanik.
Colebrook war Doktorand von Cedric Masey White (* 10. Oktober 1898; † 27. Dezember 1993 in Ontario) mit dem zusammen er die empirische Colebrook-White Gleichung für die Berechnung des reibungsbedingten Druckabfalls für turbulente Strömungen in glatten und rauen Röhren entwickelte, die Grundlage des Moody-Diagramms ist.
Im deutschen Sprachraum wird nach Colebrook, zusammen mit Ludwig Prandtl, eine empirische Näherung an das Abflussgeschehen mit der Rohrreibungszahl benannt, siehe Fließformel.
Im englischen Sprachraum wird nach ihm die Colebrook equation benannt.
Im spanischen Sprachraum wird nach ihm die Ecuación de Colebrook-White benannt.